# 朱載𪉖
潁殤王朱載𪉖（1537年9月8日—1537年9月9日），是明世宗朱厚熜庶五子，母江肅妃。朱載𪉖在嘉靖十六年八月初五（1537年9月8日）出生，次日（9月9日）就夭折了。赐名朱載𪉖，追封潁王，諡號殤，葬金山。